# Meliwillea bivea
Meliwillea bivea är en biart som beskrevs av Roubik, Lobo Segura och Camargo 1997. Meliwillea bivea ingår i släktet Meliwillea och familjen långtungebin. Inga underarter finns listade i Catalogue of Life.